# 瓦內莎·露德芭蘿姬

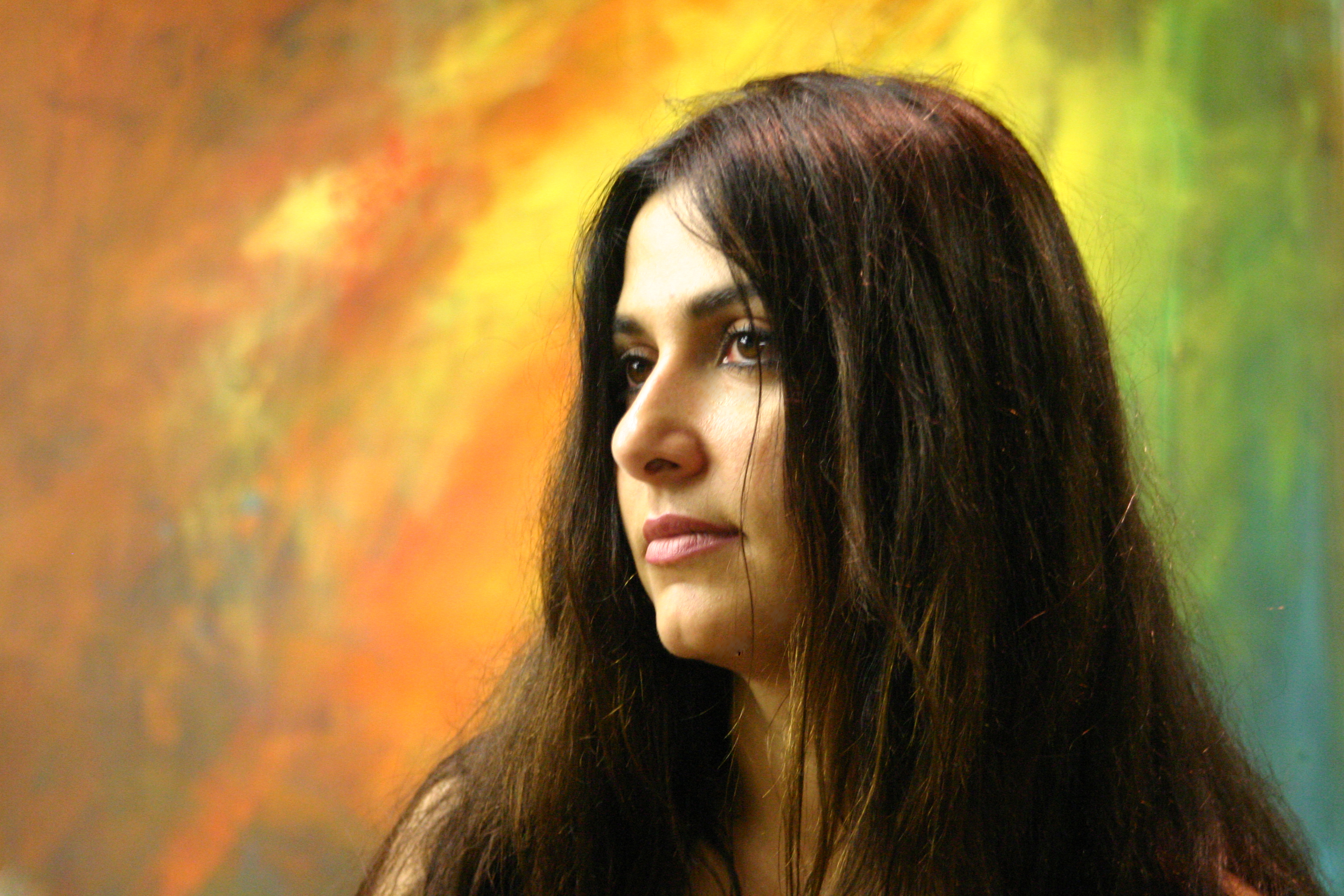
瓦內莎·露德芭蘿姬

瓦內莎·露德芭蘿姬（法語：Vanecha Roudbaraki，1966年11月18日—），法籍伊朗裔表現主義女畫家、視覺藝術設計師。出生於伊朗吉蘭省首府拉什特的祆教家庭，1990年取得吉蘭大學數學系碩士學位，1991年移居法國首都巴黎，她使用數學和哲學作為工具來創作，曾為伊朗巴列维王朝多位王室成员作肖像画。